# Fabiola Posada
Fabiola Emilia Posada Pinedo (Santa Marta, Colombia, 18 de septiembre de 1963 - Bogotá D.C., Colombia, 19 de septiembre de 2024), fue una humorista y actriz de la televisión colombiana
a hasta sundo decide viajar a Bogotá para estudiar Comunicación Social en la Universidad Externado de Colombia.

### Carrera como comunicadora social
Ejerció su profesión de comunicadora social en el Diario La República y en la revista Contigo. También incursionó en la política siendo concejal de Bogotá (2002-2005).

### Carrera como humorista
Su llegada al mundo del humor fue casual, cuando un asistente del programa Sábados felices la abordó en la calle, porque andaba buscando una actriz de talla grande para hacer parte de una sección del programa. Fue en el programa donde conoció a su cónyuge Nelson Polanía "Polilla" y gracias al cual se ganó el cariño de su país natal.
Como comediante se presentó en lugares como Buenos Aires, Santiago de Chile, Panamá, Caracas, Nueva York, Miami y Washington D. C. y realizó varias comedias para teatro acompañada por su esposo Nelson Polanía.

## Salud
En 1997, a sus 33 años, la humorista confirmó que padecía de diabetes.
El 2 de noviembre de 2014 sufrió cuatro infartos por lo que se le realizó una cirugía de corazón abierto. Días después volvió a la unidad de cuidados intensivos por una hemorragia de vías digestivas.

## Muerte
Falleció en la mañana del 19 de septiembre de 2024, a los 61 años, a causa de un infarto y de complicaciones por una bacteria. Según versiones estuvo hospitalizada por quebrantos de salud desde el 16 de septiembre. El director del programa de radio La Luciérnaga, Gabriel De Las Casas, confirmó la noticia a través de su cuenta de Twitter.

## Filmografía

### Televisión
| Año(s)    | Programa                           | Personaje                                        |
| --------- | ---------------------------------- | ------------------------------------------------ |
| 1987-2024 | Sábados Felices                    | Ella misma - Varios roles                        |
| 1990      | N.N.                               | Monja                                            |
| 1994      | Las Aventuras de Eutimio           | Leonsia                                          |
| 1996      | Cartas a Harrison                  | Tía Lulú (Actuación especial).                   |
| 1997      | La hora sabrosa                    | Varios personajes.                               |
| 1998-1999 | Yo amo a paquita Gallego           | Séfira Forero                                    |
| 2002      | Mi pequeña mama                    | Marcea                                           |
| 2004      | Casados con hijos                  | Sandy Rubio                                      |
| 2005      | Juegos prohibidos                  | Chela Baute                                      |
| 2008      | La familia Cheveroni               | Mónica                                           |
| 2017      | El Culebro: La historia de mi papá | Documental - Ella misma                          |
| 2025      | L.O.L. Colombia (Temporada 2)      | Ella misma (estrenado después del fallecimiento) |

### Cine
- Muertos de susto (2007)
- Se nos armó la gorda (2015)[10]
- Se nos armó la gorda al doble, Misión las Vegas (2016)
- ¿En dónde están los ladrones? (2017)
- Si saben cómo me pongo ¿pa' qué me invitan? (2018)
- Feo pero sabroso (2019)
- No me echen ese muerto (2021)[8]

### Teatro
- Sexo con mentiras y videos[11]
- Hay juepucha, dónde están las llaves
- Hasta que tu muerte nos separe (2011)[12]
- Sin peros en la lengua (2012)[13]
- Enhumorados (2013-2014)[14]